# Скрипино (Костромская область)
Скрипино — деревня в Чухломском муниципальном районе Костромской области. Входит в состав Петровского сельского поселения

## География
Находится в северной части Костромской области на расстоянии приблизительно 13 км на юго-восток по прямой от города Чухлома, административного центра района на левом берегу реки Вига.

## История
В 1872 году здесь было учтено 17 дворов, в 1907 году — 21.

## Население
Постоянное население составляло 96 человек (1872 год), 90 (1897), 130 (1907), 7 в 2002 году (русские 100 %), 3 в 2022.